# Arcfox Alpha-T
ArcFox α-T (Alpha-T) — среднеразмерный электромобиль-кроссовер, выпускающийся с 2020 года китайским автопроизводителем BAIC Motor под брендом Arcfox. Alpha-T является первым серийным автомобилем под брендом Arcfox.

## Описание

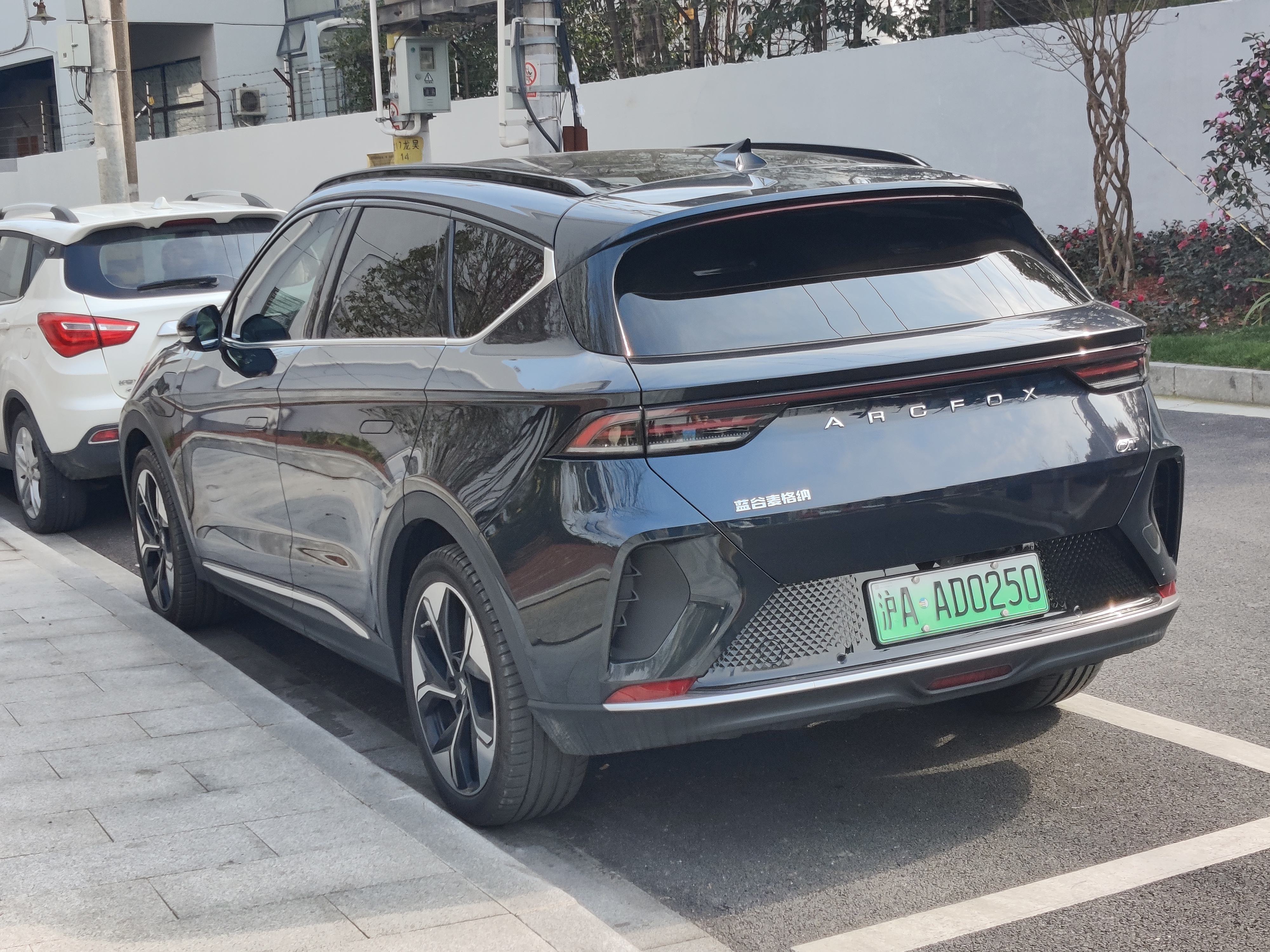
Вид сзади

ArcFox α-T был представлен на Женевском автосалоне в 2019 году под видом концепт-кара ArcFox ECF. Его цены варьируются от 280 000 юаней, а продажи начались в августе 2020 года. Arcfox Alpha-T разработан канадской компанией Magna International и выпускается компанией Arcfox в Чжэцзяне. Производственная мощность составляет 180 000 автомобилей в год.

## Технические характеристики
Arcfox Alpha-T оснащается двумя электродвигателями мощностью в совокупности 436 л. с. и крутящим моментом 720 Н⋅м. Каждый двигатель питается от аккумулятора ёмкостью 93,6 кВт⋅ч южнокорейской компании SK Innovation. Запас хода по циклу NEDC составляет 653 км.
Arcfox Alpha-T поставляется на рынки в стандартной комплектации с автономным вождением 2 уровня и оснащён системами 5G, необходимыми для того, чтобы в итоге соответствовать обновлениям программного обеспечения для автономного вождения 3-го уровня.

## Комплектации
Электро
_
АТ 218л.с. Автомат
АТ 218л.с. Автомат
АТ 435л.с. 4х4 Автомат